# Terminator 2: Judgment Day (arkadspel)
Terminator 2: Judgment Day är ett arkadspel från 1991, baserat på långfilmen med samma namn. Spelet är ett Shoot 'em up spel ur förstapersonsperspektiv, och man använder en ljuspistol.